# Comuna Stângăceaua, Mehedinți
Stângăceaua este o comună în județul Mehedinți, Oltenia, România, formată din satele Bârlogeni, Breznicioara, Cerânganul, Fața Motrului, Poșta Veche, Satu Mare, Stângăceaua (reședința) și Târsa.

## Demografie
Componența etnică a comunei Stângăceaua
     Români (91,43%)
     Alte etnii (0%)
     Necunoscută (8,57%)
Componența confesională a comunei Stângăceaua
     Ortodocși (91,16%)
     Alte religii (0,18%)
     Necunoscută (8,66%)
Conform recensământului efectuat în 2021, populația comunei Stângăceaua se ridică la 1.120 de locuitori, în scădere față de recensământul anterior din 2011, când fuseseră înregistrați 1.367 de locuitori. Majoritatea locuitorilor sunt români (91,43%), iar pentru 8,57% nu se cunoaște apartenența etnică. Din punct de vedere confesional, majoritatea locuitorilor sunt ortodocși (91,16%), iar pentru 8,66% nu se cunoaște apartenența confesională.

## Politică și administrație
Comuna Stângăceaua este administrată de un primar și un consiliu local compus din 9 consilieri. Primarul, Vasile Buzatu[*], de la Partidul Social Democrat, este în funcție din 2012. Începând cu alegerile locale din 2024, consiliul local are următoarea componență pe partide politice:
|  | Partid                    | Consilieri | Componența Consiliului | Componența Consiliului | Componența Consiliului | Componența Consiliului | Componența Consiliului |
|  | ------------------------- | ---------- | ---------------------- | ---------------------- | ---------------------- | ---------------------- | ---------------------- |
|  | Partidul Social Democrat  | 5          |                        |                        |                        |                        |                        |
|  | Partidul Național Liberal | 3          |                        |                        |                        |                        |                        |
|  | Alianța Dreapta Unită     | 1          |                        |                        |                        |                        |                        |